# Маддогс Мюнхен
«Маддогс Мюнхен» (нім. Maddogs München) — хокейний клуб з міста Мюнхен, Німеччина. Заснований у 1994 році як правонаступник клубу ЕС Хедос.

## Історія
«Маддогс Мюнхен» був серед засновників Німецької хокейної ліги.
Команда виникла як правонаступник збанкрутілого клубу ЕС Хедос і була заявлена на участь в першому сезоні Німецької хокейної ліги, виконавши вимоги з ліцензування практично в останній момент.
18 грудня 1994 року «Маддогс Мюнхен» зіграв останній матч в лізі проти Нюрнбергу. В клубу були ті ж самі фінансові проблеми, що і в попередників. Це призвело до заборгованості клубу перед гравцями, зрештою команда знімається з чемпіонату. 
На момент скасування, команда зіграла 27 матчів (17 перемог, 1 нічия, 9 поразок), у тому числі 12 домашніх матчів (9 перемог, 3 поразки) і 15 виїзних матчів (8 перемог, 1 нічия, 6 поразок). У всіх наступних матчах DEL «Маддогс Мюнхен» були зараховані рахунки 0:0, а клуб видалений з таблиці.

## Склад команди сезону 1994/95
Воротарі:
- 27 Карл Фрізен([1])
- 30 Крістіан Фрютел([2])

Захисники:
- 2 Александер Генце([3])
- 3 Грегор Мюллер([4])
- 4 Майк Шмідт([3])
- 6 Зденек Травнічек перейшов в «Швеннінгер»
- 7 Крістіан Лукес([5])
- 15 Даніель Кунц([6])
- 18 Сергій Шенделєв([7])
- 21 Райнер Лутц([8])

Нападники:
- 8 Гордон Шервен([7])
- 10 Ентоні Фоґель([9])
- 12 Міхал Греус([5])
- 16 Дейл Деркач([8])
- 19 Крістіан Бріттіг([10])
- 20 Гаррі Вайбель([11])
- 22 Евальд Штайгер([12])
- 23 Дітер Геген([2])
- 24 Ральф Райцінгер([13])
- 26 Генрік Хюльшер([12])
- 37 Тобіас Абшрейтер([3])
- 46 Крістоф Занднер[8])
- 69 Гаральд Бірк([10])
- 91 Кріс Штраубе([5])

Тренер:
- Боб Мердок([3])